# Président de la république de Madagascar
Le président de la république de Madagascar (en malgache : Filohan'ny repoblikan'i Madagasikara) est le chef d'État de Madagascar. Il est élu au scrutin uninominal majoritaire à deux tours pour un mandat de cinq ans, renouvelable une fois.
Officiellement, depuis la IIIe République, le président partage le pouvoir exécutif avec le Premier ministre : on parle de régime semi-présidentiel. En pratique, lorsque la majorité parlementaire lui est acquise, le président concentre l'intégralité du pouvoir exécutif, même si le Premier ministre reste chef du Gouvernement et responsable de sa politique devant l'Assemblée nationale.
L'actuel président de la République de Madagascar est Andry Rajoelina. Il remporte l'élection présidentielle de 2022 avec 58,96 % des suffrages exprimés au premier tour, ce qui fait de lui le premier président de la IVe République à être réélu au suffrage universel direct.

## Historique
Le poste de président de la république de Madagascar a été créé le 1er mai 1959, avec l'élection de Philibert Tsiranana. Au total, ce sont 12 présidents qui se sont succédé, avec au total quatre républiques. En 2023, le président de la République réside au palais d'Iavoloha, dans la capitale Antananarivo. 

## Système électoral
Le président de la république de Madagascar est élu au scrutin uninominal majoritaire à deux tours pour un mandat de cinq ans renouvelable une seule fois. Est élu le candidat qui obtient la majorité absolue des suffrages exprimés au premier tour. À défaut, les deux candidats arrivés en tête s'affrontent lors d'un second tour organisé trente jours au plus tard après la proclamation des résultats du premier, et celui recueillant le plus de suffrages est élu.
Les candidats à la présidence doivent satisfaire aux conditions de la Constitution de Madagascar : être de nationalité malgache, jouir de leurs droits civils et politiques, avoir au moins trente-cinq ans et résider à Madagascar depuis au moins six mois. Si le président de la République en exercice se porte candidat, il doit démissionner de son poste soixante jours avant la date du scrutin ; dans ce cas, le président du Sénat exerce ses fonctions par intérim. En cas de refus ou de candidature de ce dernier également, le gouvernement assure collégialement les fonctions du chef de l'État.

## Organisation de la présidence de la République

### Investiture
L'investiture du président a lieu traditionnellement au stade de Mahamasina à la date officielle de la fin du mandat précédent (soit sept puis cinq ans après la précédente investiture) ou, s'il y a vacance de la fonction (en cas de décès ou de démission), le plus tôt possible après la publication au Journal officiel par la Haute Cour constitutionnelle des résultats de l'élection présidentielle.
Le président de la République étant le commandant en chef des armées, les représentants des forces armées participent aux cérémonies depuis le président Didier Ratsiraka.
Au moment de son investiture, le président prononce le serment prévu par l'article 48 de la constitution :
« Eto anatrehan'Andriamanitra Andriananahary sy ny Firenena ary ny Vahoaka, mianiana aho fa hanantanteraka an-tsakany sy an-davany ary amim-pahamarinana ny andraikitra lehibe maha-Filohan'ny Firenena Malagasy ahy. Mianiana aho fa hampiasa ny fahefana natolotra ahy ary hanokana ny heriko rehetra hiarovana sy hanamafisana ny firaisam- pirenena sy ny zon'olombelona. 
Mianiana aho fa hanaja sy hitandrina toy ny anakandriamaso ny Lalàmpanorenana sy ny lalàm-panjakana, hikatsaka hatrany ny soa ho an'ny Vahoaka malagasy tsy ankanavaka. »

Ses fonctions débute l'instant suivant la prestation de serment.
Le chancelier de l'ordre national élève, par la suite, le chef de l'État à la dignité de Grand-cordon et au rang de Grand Maître de l'ordre national de Madagascar.
La cérémonie continue ensuite au palais d'Iavoloha où suivent la nomination du Premier ministre et de son gouvernement, ainsi que la réception des délégations étrangères.

### Collaborateurs
Aucune règle de droit ne définit le rôle des collaborateurs du président. En 2020, le site de la présidence en fait la liste suivante :
- Directeur du cabinet du président de la République.
- Directeur des Affaires Internationales et Porte-Parole du Président.
- Directeur en charge des Relations avec les Collectivités Décentralisées et les Élus.
- Directeur en charge des Relations Cultuelles et Communautaires.

### Résidence
La résidence et bureau officiel du Président de la république est le palais d'Iavoloha dans la banlieue sud d'Antananarivo. Le chef de l'État dispose également, en centre-ville de la capitale, du palais d'Ambohitsorohitra.
En dehors de la capitale, la présidence dispose d'une résidence à Toamasina, utilisée tant pour la villégiature que les déplacements officiels.

### Véhicules
L'automobile est l'un des premiers moyens de transport utilisé par le président de la République, mais aussi ses collaborateurs.
La gestion du parc automobile de la présidence de la République est confiée au service automobile de la garde présidentielle. Les véhicules sont entretenus par un atelier propre à la présidence de la République, qui supporte normalement à elle-seule les frais de vignette et d'assurances.
Les véhicules comprennent :
- des véhicules de tourisme affectés au président, à certains membres de son entourage ;
- des monospaces, pour des navettes et déplacements fonctionnels ;
- des véhicules utilitaires.

Jusqu'en 2012, la présidence disposait également d'aéronefs pour les déplacements aériens du Président.

#### Transport terrestre
Les jours précédents l'investiture, le Président de la république choisit son véhicule principal pour ses déplacements quotidiens.
| Président                | Voiture officielle | Voiture officielle  | Notes                                                                  |
| Président                | Constructeur       | Modèle              | Notes                                                                  |
| ------------------------ | ------------------ | ------------------- | ---------------------------------------------------------------------- |
| Philibert Tsiranana      | Cadillac           | Eldorado            | Restaurée en 2024 à l'occasion du 60e anniversaire de l'indépendance.  |
| Richard Ratsimandrava    | Peugeot            | 404                 | Assassiné à bord.                                                      |
| Marc Ravalomanana        | Mercedes-Benz      | Classe G            | Blindée.                                                               |
| Marc Ravalomanana        | Mercedes-Benz      | Classe S (Type 220) |                                                                        |
| Hery Rajaonarimampianina | Mercedes-Benz      | Classe S600         |                                                                        |
| Hery Rajaonarimampianina | Toyota             | Land Cruiser        |                                                                        |
| Hery Rajaonarimampianina | Karenjy            | Mazana II           | Premier à choisir une voiture locale.                                  |
| Andry Rajoelina          | Cadillac           | Escalade            |                                                                        |
| Andry Rajoelina          | Lexus              | LX                  | Véhicule personnel, toutefois utilisée dans le cadre de ses fonctions. |
| Andry Rajoelina          | Maybach            | Classe S            |                                                                        |

#### Transport aérien
Le transport aérien du chef de l'État fut fréquemment assurés par l’armée de l’air dans des avions de ligne ou des jets d’affaires spécialement équipés.
| Aéronefs        | Origine          | Entrée en service | Nombre | Retrait                        | Notes                          |
| --------------- | ---------------- | ----------------- | ------ | ------------------------------ | ------------------------------ |
| Douglas DC-3    | États-Unis       | 1961              | 1      | 1978                           | Premier avion présidentiel.    |
| Yakovlev Yak-40 | Union soviétique | 1978              | 2      |                                |                                |
| Boeing 737-300  | États-Unis       | 2002              | 1      | Cédé à Air Madagascar en 2010. | Cédé à Air Madagascar en 2010. |
| Boeing 737-700  | États-Unis       | 2008              | 1      | Vendu en 2012.                 | Vendu en 2012.                 |

Depuis la cession du dernier aéronef présidentiel en 2012 par Andry Rajoelina, les chefs d'États malgaches sont désormais amenés à prendre des vol commerciaux, ou bien à louer des jets d'affaires. Pour les vols intérieurs, la présidence peut se permettre de réquisitionner un vol de Madagascar Airlines.

## Liste des présidents

### Albert Zafy
En 1993, Albert Zafy est alors nommé candidat de la coalition des Forces, contre Didier Ratsiraka, contre qui il remporta les élections avec 66 % des suffrages.

### Norbert Ratsirahonana
Norbert Ratsirahonana, après l'élection d'Albert Zafy, devient président de la Haute Cour constitutionnelle. Quand le Premier ministre n'est plus à ce poste, il est alors nommé pour le remplacer. Seulement après, Albert Zafy démissionne, et laisse la place à Norbert Ratsirahonana. Il se présente alors à l'élection présidentielle, mais obtient 10,14 % des voix.

### Andry Rajoelina
En pleine crise politique, Andry Rajoelina se proclame président le 21 mars 2009, face à Marc Ravalomanana, 5 jours après la fuite de ce dernier en Afrique du Sud. Andry Rajoelina sera à la tête du pays jusqu'au 25 janvier 2014.

### Hery Rajaonarimampianina
Alors qu'il se voit devancé d'environ 5 % face à Jean-Louis Robinson, Hery Rajaonarimampianina remporte l'élection présidentielle avec 53,94 % des suffrages. Le 25 janvier 2014, il devient président, et succède après les 5 ans de pouvoir de Andry Rajoelina. Il démissionnera après 4 ans et demi de pouvoir afin de se porter candidat à l'élection présidentielle de 2018.

### Rivo Rakotovao
Étant président du Sénat, Rivo Rakotovao devient président par intérim en accord avec la Constitution, qui impose que le président de la République en exercice qui se porte candidat aux élections démissionne de son poste soixante jours avant la date du scrutin présidentiel, et que le président du Sénat exerce les attributions présidentielles courantes jusqu'à l'investiture du nouveau président. Hery Rajaonarimampianina s'étant porté candidat à l’élection présidentielle, Rivo Rakotovao a ainsi assuré la présidence pendant 4 mois et 11 jours.

### Andry Rajoelina
Le 7 novembre 2018, au premier tour de l’élection présidentielle, Andry Rajoelina obtient le plus de suffrages avec 39,23 % des voix, devant Marc Ravalomanana, au deuxième rang avec 35,35 %. L’ancien président Hery Rajaonarimampianina affiche 8,82 % des voix ; il ne participe donc pas au second tour. Andry Rajoelina remporte le second tour avec 55,66 % des voix. Le 18 janvier 2019, il revient donc au pouvoir et nomme Christian Ntsay comme Premier ministre.

## Durée des mandats
Il s'agit d'une liste de tous les présidents (à l'exception des par intérim) par ordre de durée de mandat.
Sur les 7 personnes qui ont servi comme président, seulement deux, Didier Ratsiraka et Andry Rajoelina, ont servi pendant des périodes non consécutives.
| Rang | Président                | Parti politique | Plus longue durée ininterrompue | Temps total passé en exercice | Nombre total de mandats |
| ---- | ------------------------ | --------------- | ------------------------------- | ----------------------------- | ----------------------- |
| 1    | Didier Ratsiraka         | Militaire/AREMA | 17 ans, 285 jours               | 23 ans, 66 jours              | 4                       |
| 2    | Philibert Tsiranana      | PSD             | 13 ans, 163 jours               | 13 ans, 163 jours             | 2                       |
| 3    | Andry Rajoelina          | TGV             | 4 ans, 314 jours                | 11 ans, 12 jours              | 3                       |
| 4    | Marc Ravalomanana        | TIM             | 6 ans, 255 jours                | 6 ans, 255 jours              | 2                       |
| 5    | Hery Rajaonarimampianina | HVM             | 4 ans, 225 jours                | 4 ans, 225 jours              | 1                       |
| 6    | Albert Zafy              | UNDD            | 3 ans, 162 jours                | 3 ans, 162 jours              | 1                       |
| 7    | Gabriel Ramanantsoa      | Militaire       | 2 ans, 117 jours                | 2 ans, 117 jours              | 1                       |